# Lisibilité (programmation)
Pour les articles homonymes, voir lisibilité.
La lisibilité est une caractéristique d'un programme informatique le rendant plus lisible et compréhensible au niveau de sa logique.
Par exemple, un programme sans effets de bord et sans commentaire superflu est beaucoup plus lisible[réf. nécessaire] qu'un programme trop commenté, comportant de nombreux sauts de branchements, ou manipulant des structures de données mutables.